# Alessandro Franceschini
Alessandro Franceschini (Sansepolcro, 21 giugno 1983) è un pallavolista italiano.
Gioca nel ruolo di centrale nel Junior Volley Civita Castellana.

## Carriera
Alessandro Franceschini inizia la sua carriera pallavolistica nelle giovanili della Pallavolo Selci nel 1997. Dal 1998 gioca in Serie C con l'Avis Sansepolcro e nel 2000-01 ottiene la promozione in Serie B2 con la maglia dell'ASP Sansepolcro.
Nella stagione 2002-03 viene ingaggiato dalla Pallavolo Città di Castello, in Serie B2: in sette anni di permanenza nella squadra umbra conquista due promozioni, facendo il suo esordio nella pallavolo professionista in Serie A2 nella stagione 2008-09. Dopo una parentesi di tre stagioni nel Cortona Volley in Serie B1, nell'annata 2012-13 torna a vestire la maglia del club di Città di Castello, centrando la promozione in Serie A1, categoria dove milita nelle due annate successive.
Nei campionati 2015-16 e 2016-17 resta in Serie A1 vestendo la maglia della Sir Safety Perugia, mentre nella stagione 2017-18 passa al Junior Volley Civita Castellana in Serie A2, con cui vince la Coppa Italia di Serie A2.

## Palmarès

### Club
- Coppa Italia di Serie A2: 1

2017-18